# Simolestes
Il simoleste (gen. Simolestes) è un rettile marino estinto, appartenente ai plesiosauri. Visse tra il Giurassico medio e l'inizio del Giurassico superiore (165 - 155 milioni di anni fa) e i suoi resti sono stati ritrovati in Inghilterra, Francia e India.

## Descrizione

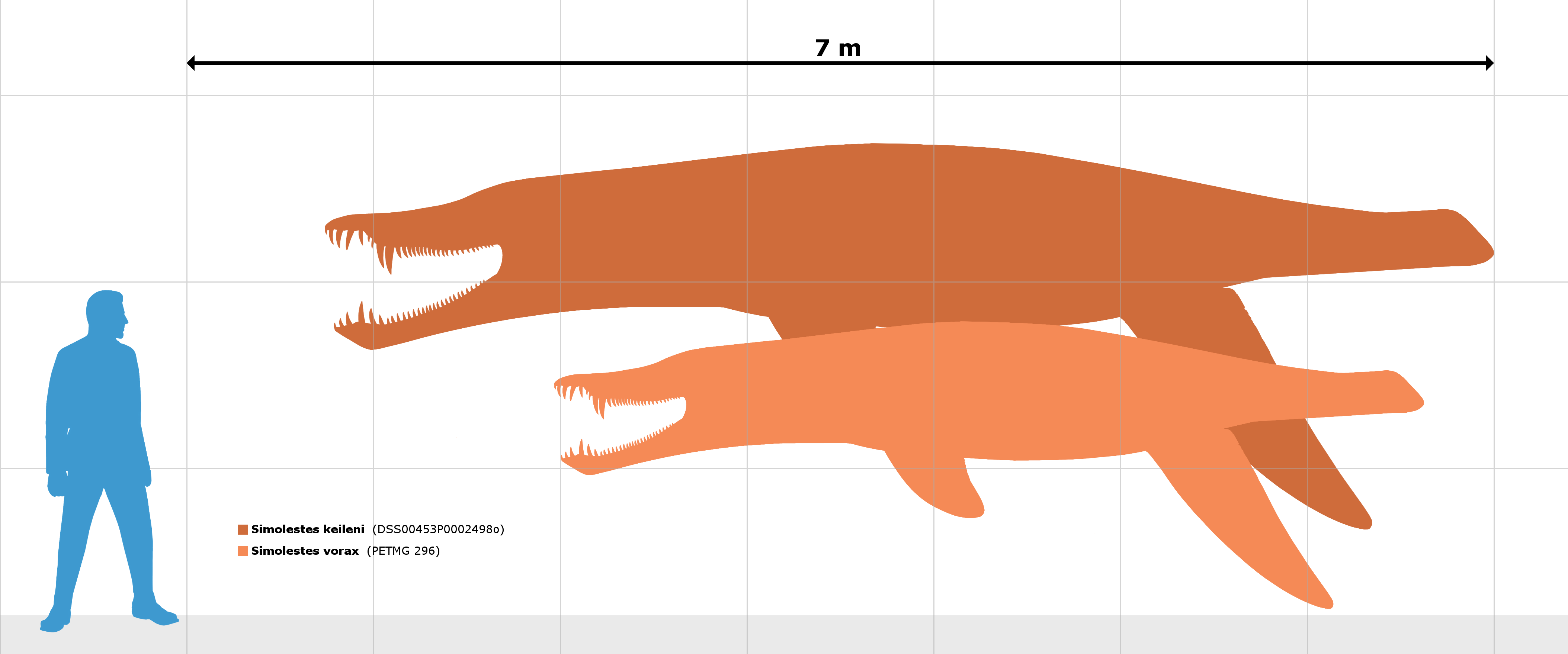
Dimensioni di entrambe le specie, a confronto con un uomo

L'aspetto di questo animale era tipico dei pliosauroidi, un gruppo di plesiosauri caratterizzato da capo grosso e collo corto: la testa, in particolare, era molto massiccia e allungata, mentre le zampe trasformate in pinne dovevano essere particolarmente poderose. Lungo circa 7 metri, il simoleste era dotato di una particolare struttura all'apice del muso, nota come rosetta, costituita da un'espansione a forma di spatola delle mascelle. Questa espansione era fornita di cinque paia di denti enormi, particolarmente robusti e dalla forma simile a quella dei canini. Una struttura simile, anche se non così sviluppata, è nota anche in altri pliosauri, come Rhomaleosaurus.

## Classificazione
Il simoleste è un tipico rappresentante dei pliosauridi, la principale famiglia dei pliosauroidi, che ebbe particolare diffusione nel Giurassico superiore dando vita anche a forme giganti come Pliosaurus e Liopleurodon. Lo stesso Simolestes era di notevoli dimensioni; di questo animale sono note varie specie: S. vorax dell'Inghilterra, S. keileni della Francia, e S. indicus dell'India. Un genere assai simile è Maresaurus, rinvenuto in Argentina; alcuni paleontologi hanno supposto che queste due forme possano appartenere allo stesso genere, ma secondo altri Maresaurus potrebbe essere un pliosauro più primitivo, appartenente ai romaleosauridi. Un'altra forma nota precedentemente in Europa, Eurysaurus, potrebbe essere stata simile a queste due forme.

## Stile di vita
Come indica il nome specifico della forma inglese, il simoleste doveva essere un vorace predatore degli oceani giurassici. La rosetta dotata di denti acuminati suggerisce che questo animale fosse in grado di strappare violentemente brandelli di carne dalle sue prede, rappresentate forse da altri rettili marini o grandi pesci. È possibile, inoltre, che questo pliosauro fosse un predatore di ammoniti, molluschi cefalopodi dal guscio arrotolato. Si è anche ipotizzato che la presunta “rosetta” fosse il risultato di una cattiva conservazione fossile degli esemplari; resta il fatto che i grandi denti anteriori dovevano essere un'arma formidabile.

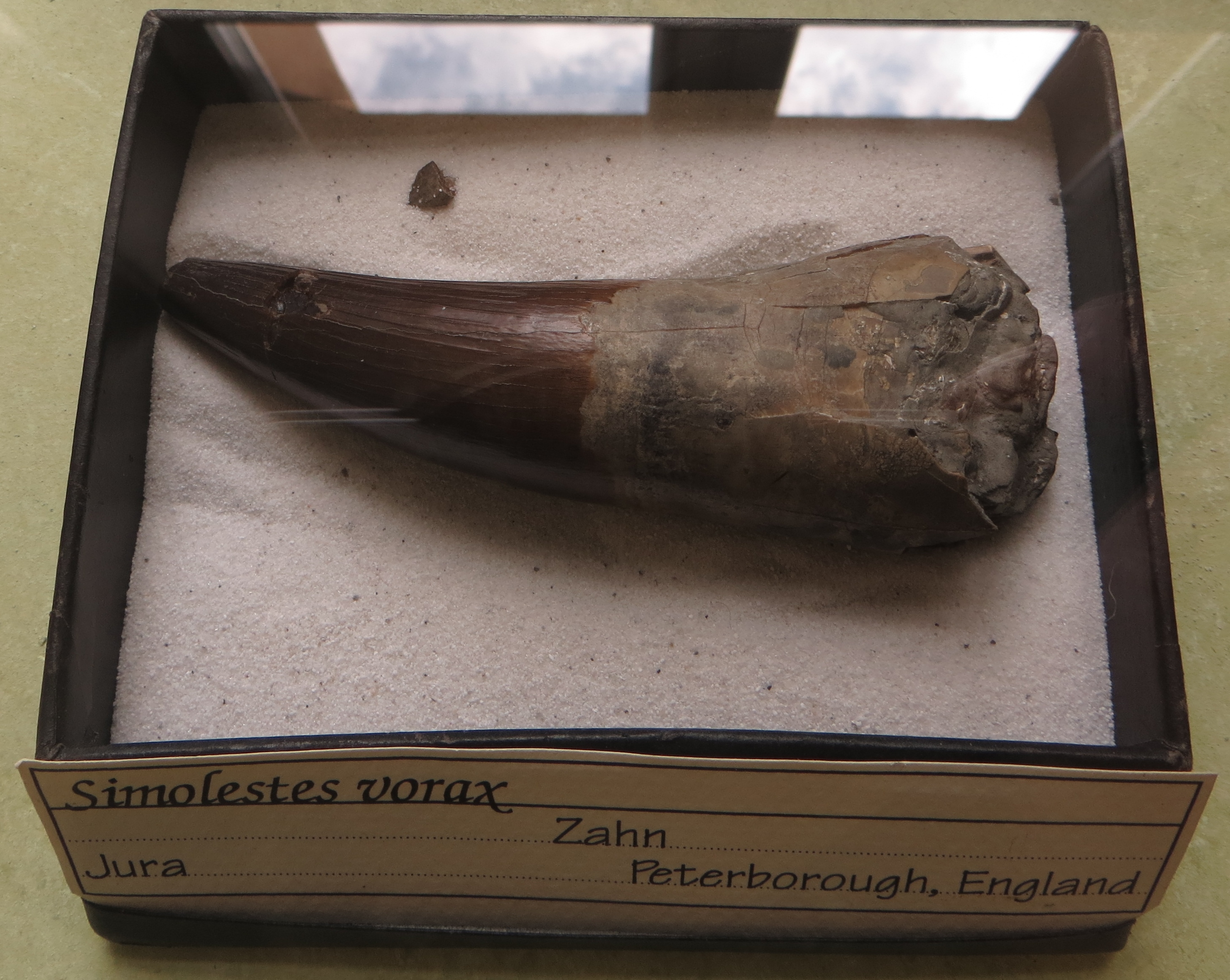
Dente di Simolestes vorax